# سيرو مارينا
سيرو مارينا (بالإيطالية: Cirò Marina) هي كومونا ومدينة في مقاطعة كروتوني، في قلورية، جنوب إيطاليا.